# Corinna aberrans
Corinna aberrans is een spinnensoort uit de familie van de loopspinnen (Corinnidae).
De wetenschappelijke naam van de soort werd in 1926 gepubliceerd door Pelegrin Franganillo-Balboa.